# テルネーゼン
テルネーゼン（オランダ語: Terneuzen [tɛrˈnøːzə(n)] ( 音声ファイル)）は、オランダ南西部のゼーラント州、ゼーウス・フラーンデレン地域の中部に位置する基礎自治体（ヘメーンテ）、都市。人口は5万5000人以上と、自治体としては州内最多である。テルヌーゼンともいう。

## 自治体内の市町村
- テルネーゼン（市：2万4150人）
- アッセル（町：8274人）
- サス・ファン・ヘント（町：4000人）
- ザームスラフ（村：3018人）
- フク（町：3000人）
- クーヴァハト（村：2700人）
- スロイスキル（町：2700人）
- フィリッピーネ（町：2200人）
- ヴェストドルペ（村：2028人）
- ビールフリート（町：1671人）
- ゾイドルペ（村：1000人）
- ザンドストラート（町：379人）
- スポイ（町：300人）
- オフェルスラーフ（村：250人）

## テルネーゼン市
テルネーゼン市は西スヘルト三角州の南岸に位置し、2003年3月に開通した西スヘルトトンネルによってオランダのほかの地域と通じている。鉄道路線はなく、ベルギーのヘントとの間にはダウ・ケミカルが貨物線を運航するのみである。テルネーゼン旅客鉄道は1951年に営業をやめた。
歴史上の初出は1325年。現在のベルギーのヘントに至る運河上の戦略的要衝で、ヘント＝テルネーゼン運河は現在も重要な海上交通路である。テルネーゼン港はロッテルダムとアムステルダムに次ぐ国内第三の港で、運河の西岸にはアメリカ合衆国国外で最大のダウ・ケミカルの工場が置かれている。
フレデリック・マリアットの小説「幽霊船」やリヒャルト・ワーグナーのオペラ「さまよえるオランダ人」に登場するフライング・ダッチマンのファン・デル・デッケン船長はテルネーゼンを拠点にしていたとされる。
1584年に都市権を与えられ、1877年以前はネーゼン (Neuzen) と呼ばれていた。

## 出身有名人
- サンドラ・ルロフス - グルジア大統領、ミヘイル・サアカシュヴィリ夫人
- ローデヴェイク・ファン・デン・ベルフ - 宇宙飛行士。スロイスキル出身
- クラース・デ・フリース - 作曲家
- ジャック・ハメリンク - 小説家、詩人、文芸評論家。「植物の支配」（原題：1964年）などの初期の短編小説集で知られる